# يوجا (عصر)

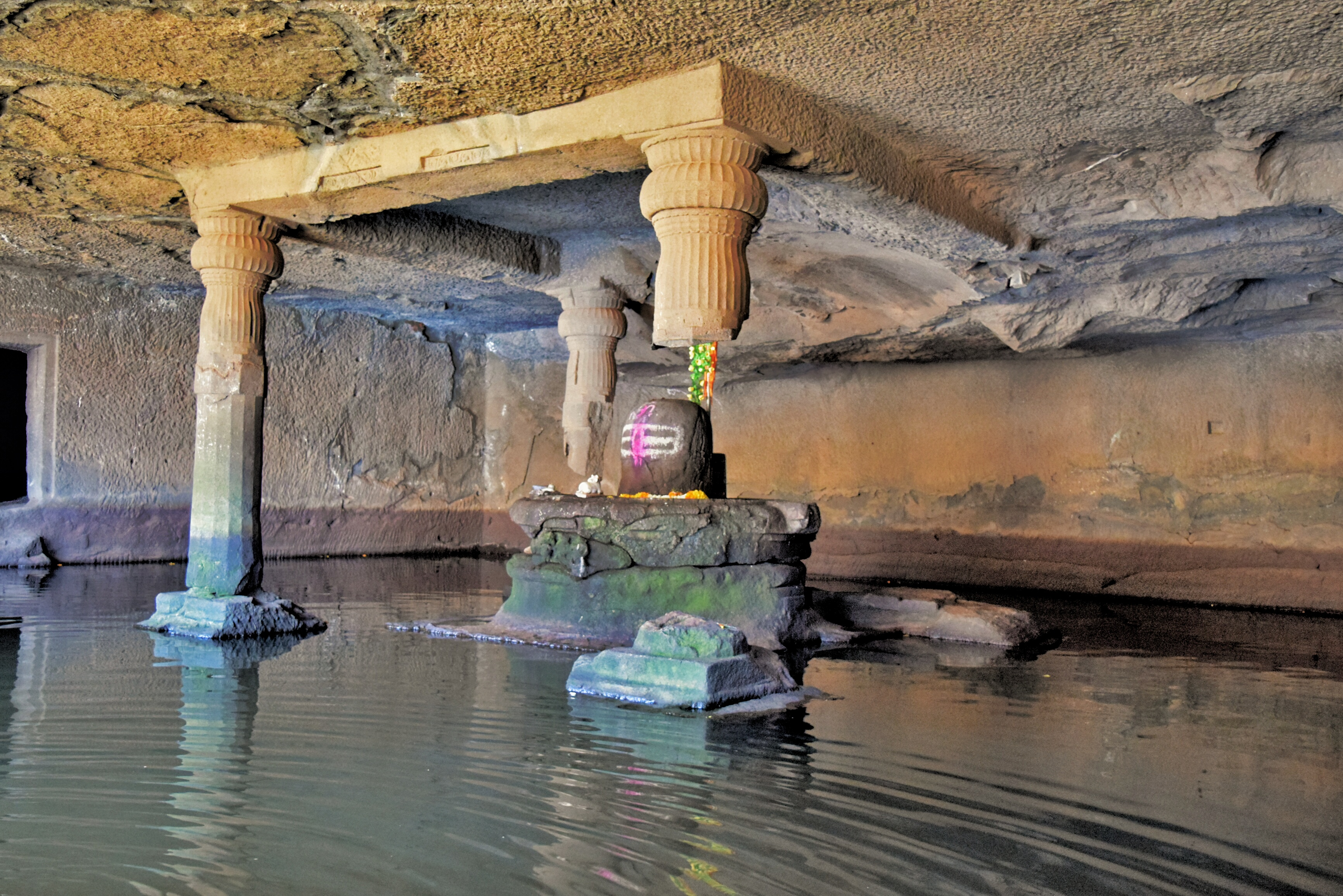
احد المعالم الهندية

يوغا - عصر (بالإنجليزية: Yuga)‏ هي الأطوار التي مر بها العالم في الأساطير الهندوسية، ويقال عادة إن العالم مر بأربعة عصور.

## العصور

### کریتا يوغا
أي العصر الأول، وكان الناس فيه على قدر من الاستقامة، والانسجام مع الحياة، وقد استمر فترة تقدر بـ 1,728,000 سنة!

### ترتایوغا
أي العصر الثاني. وفيه بدأ انهيار استقامة البشر.

### دفبار
أي العصر الثالث. وفيه دخل الشر إلى العالم.

### کالي يوغا
کالي يوغا أي العصر الرابع. والذي بدأ من عام 3102 قبل الميلاد، وسوف يستمر 430,000 سنة، وسوف يشهد ازدیاد الجوع، والخوف، والكوارث.
وكل عصر يقصر عن العصر الذي قبله، والعصور الأربعة تشكل ما يسمي «ماها - يوجا» وكل ألف «ماها - يوجا» تشكل «کولبا» الذي هو ليل ونهار واحد عند الإله الهندوسي «براهما» أو ما يعادل 4,420,000,000 سنة من سنوات البشر! أما مصطلح «ماهي - برالايا» فهي تعنی الدمار الشامل للعالم عندما تتلاشى الآلهة مع البشر جميعا. وهناك مصطلحات أخرى للعصور التي يمر بها العالم منها: جاهاناکا، کاهیتا، وسانهارا.